# Beilschmiedia villosa
Beilschmiedia villosa är en lagerväxtart som beskrevs av Kostermans. Beilschmiedia villosa ingår i släktet Beilschmiedia och familjen lagerväxter. Inga underarter finns listade i Catalogue of Life.